# Sinomastodon
Sinomastodon ("mastodonte cinese") è un genere estinto di proboscidati (in particolare appartiene alla famiglia dei gomfoteridi), vissuto nel tardo Miocene ed all'inizio del Pleistocene. I suoi fossili sono stati rinvenuti nell'Asia orientale (Cina, Giappone) ed in Indonesia.
Gli appartenenti alla famiglia erano assai simili agli attuali elefanti, con una taglia che andava dai 3,6 ai 5,3 m. Sono noti vari esemplari cinesi, tra i quali il più conosciuto è il S. hanjiangensis, vissuto nel Miocene superiore e nel Pliocene nella provincia dello Shanxi. Ne è stato ritrovato uno scheletro incompleto di un esemplare adulto di 5,3 metri, comprendente denti, mascelle, zanne e altri elementi. Un altro reperto fossile della stessa specie apparteneva a un individuo adulto di 30 anni, alto 207 cm e del peso di 2,1 tonnellate.
La specie giapponese S. sendaicus, descritta nel 1924 a partire da resti di dentizione ritrovati in giacimenti del Pliocene è stata assegnata a questo genere, come pure il S. bumiajuensis (precedentemente conosciuto come Tetralophodon) risalente al Pliocene, dell'isola di Giava.

## Specie
Sono note le seguenti specie:
- S. intermedius, Tobien et al., 1986
- Sinomastodon hanjiangensis, Tang & Zong, 1987
- Sinomastodon sendaicus, Matsumoto, 1924
- Sinomastodon bumiajuensis, Van der Maarel, 1932